# Entoloma peralbidum
Entoloma peralbidum är en svampart som beskrevs av E. Horak 1973. Entoloma peralbidum ingår i släktet Entoloma och familjen Entolomataceae.   Inga underarter finns listade i Catalogue of Life.

## Källor

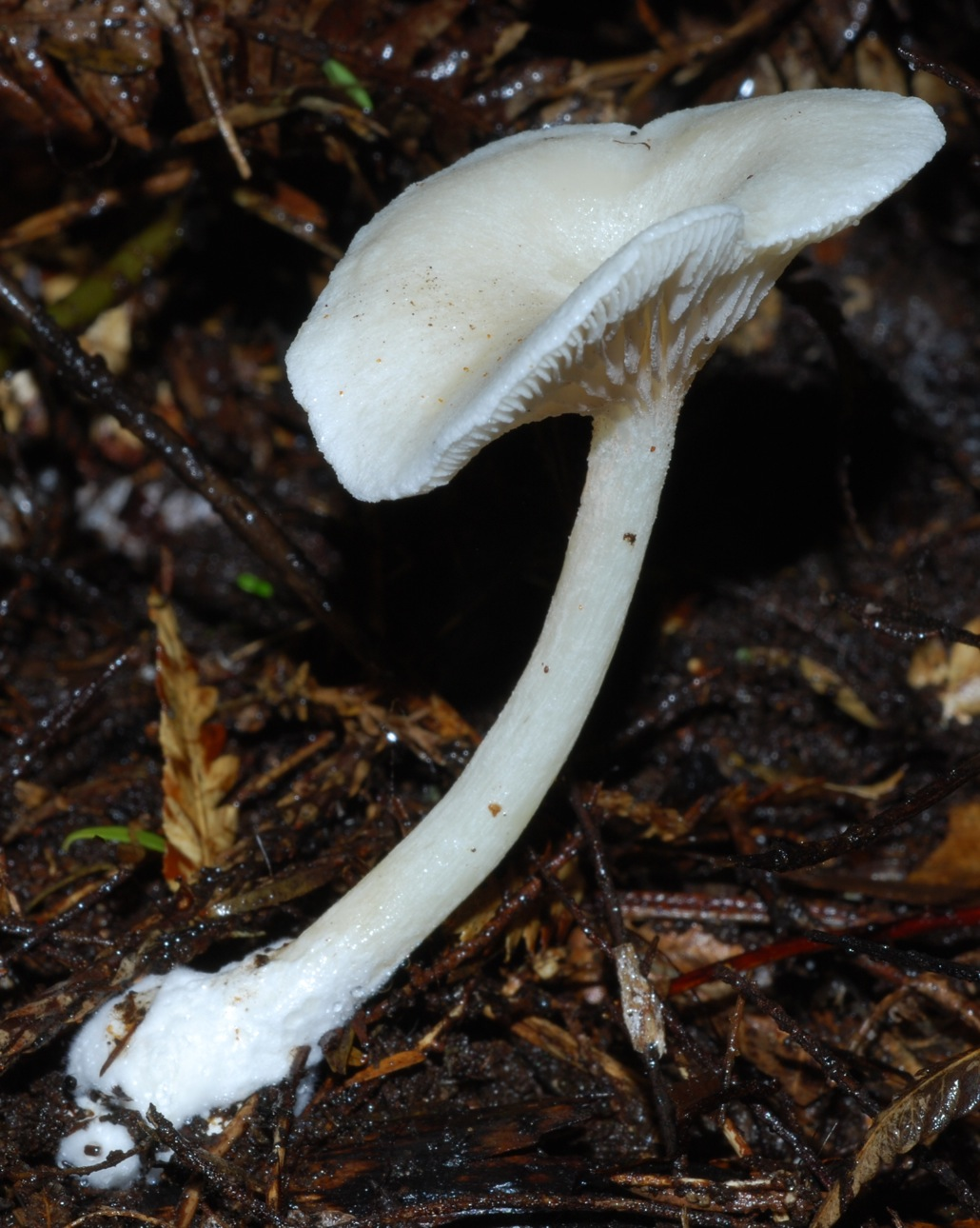
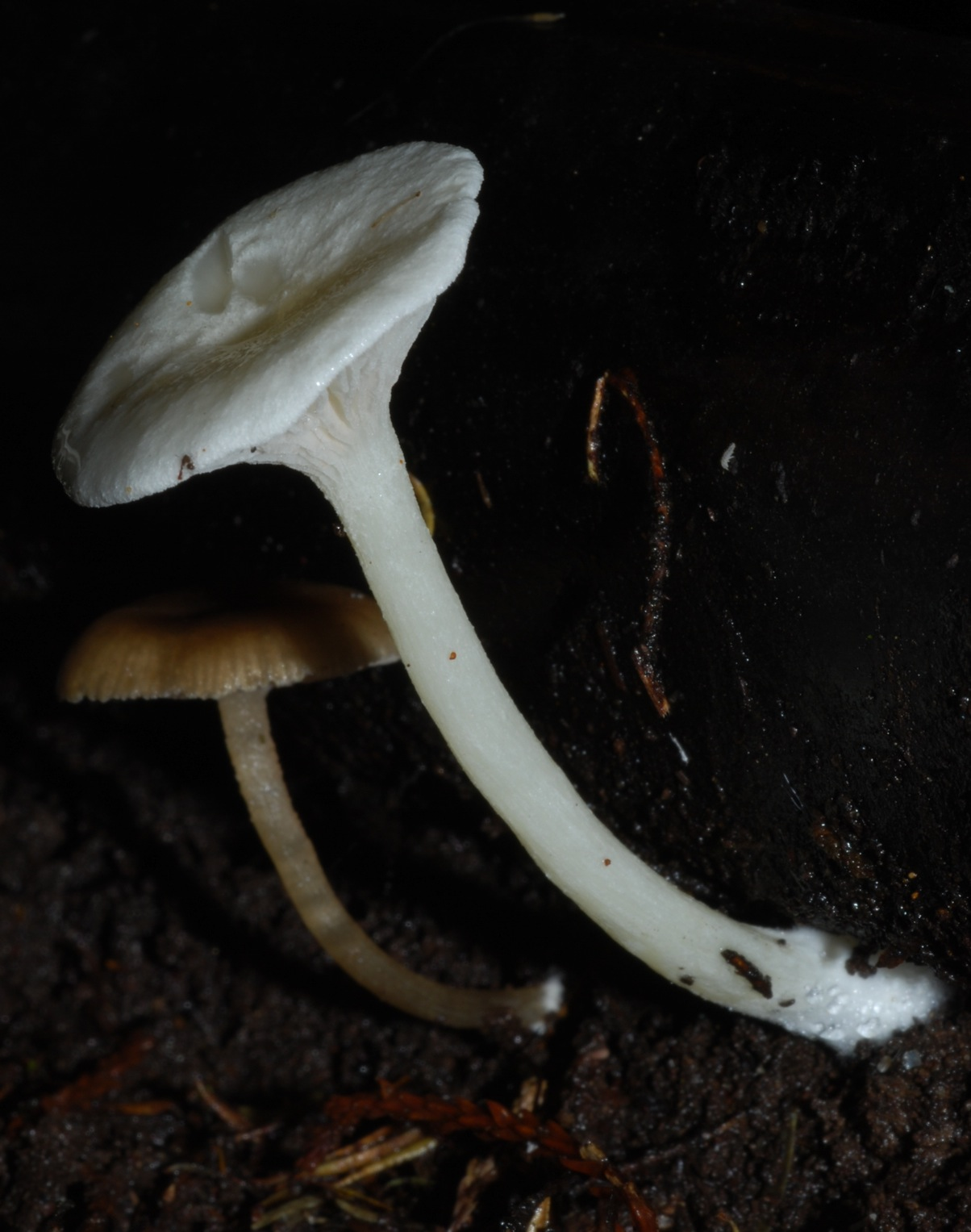
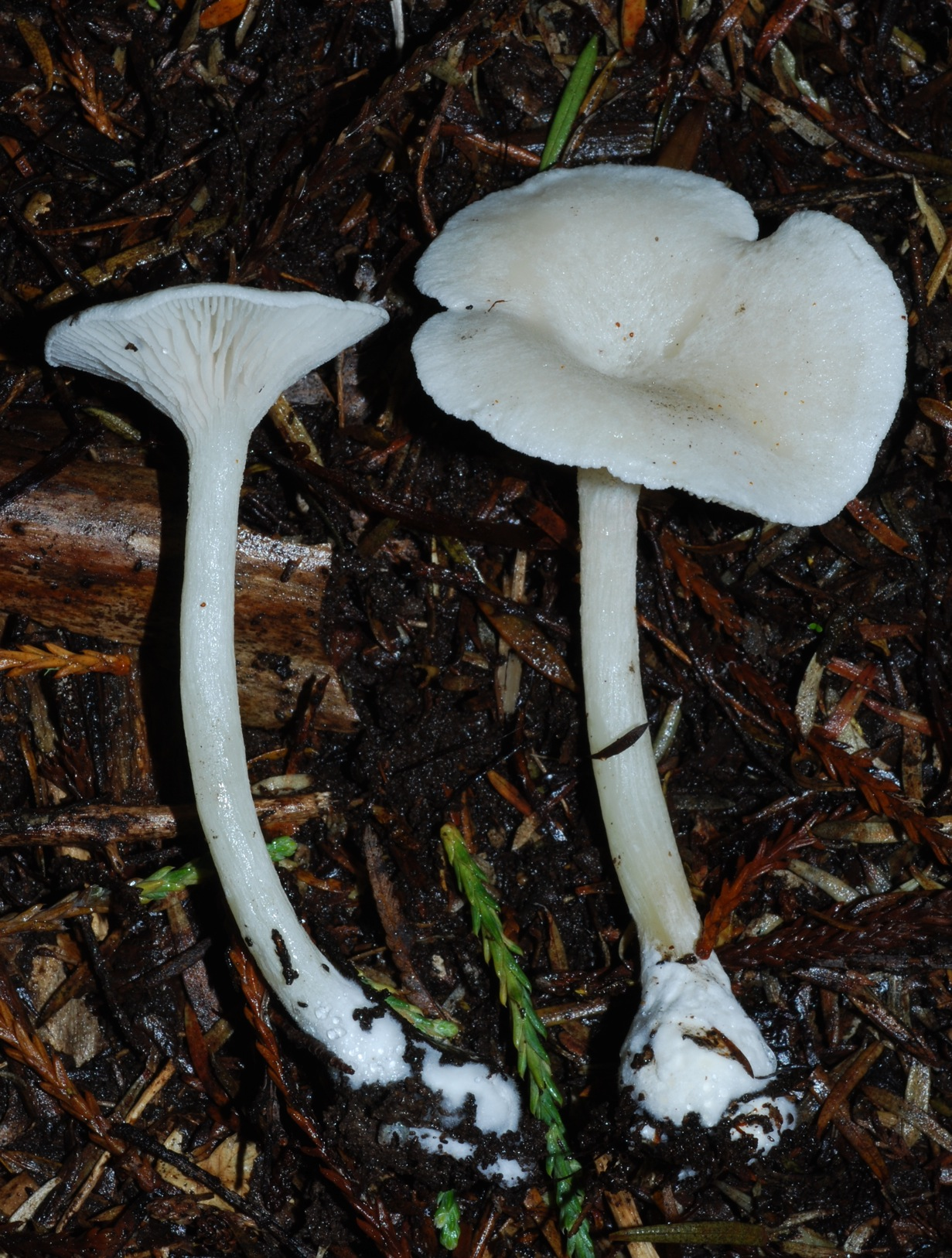